# Фонякова, Элла Ефремовна
Элла Ефремовна Фонякова (19 марта 1934 — 21 апреля 2012) — советская и российская поэтесса, писательница, переводчик, драматург, художник. Член Союза писателей России. Лауреат литературной премии имени Гоголя (2005).

## Биография
Родилась в Ленинграде в интеллигентной семье: отец — художественный чтец, а мать, латышка — изучала историю русской музыки. Поэтическим творчеством увлеклась ещё в детстве, в годы блокады Ленинграда. Отец поощрял это увлечение, так как считал, что такое занятие помогает переносить трудности. Ещё одним увлечением детства было рисование.
В 1952 году, завершив обучение в школе, она поступила на филологический факультет Ленинградского государственного университета. Сначала обучение проходила на славянском переводческом отделении, а в 1954 году перешла на отделение журналистики, обучение на котором завершила в 1957 году. По распределению, вместе с супругом поэтом Ильёй Фоняковым уехала в Сибирь, в город Новосибирск. Там она стала сотрудничать с местными газетами, выступала в качестве литературного и театрального критика. В Новосибирске, в квартире Фоняковых часто собирались многочисленные единомышленники-друзья. В эти сибирские годы Элла Фонякова много уделяла времени творчеству — писала тексты, рисовала картины. Некоторые созданные пьесы были опубликованы в журнале «Сибирские огни», постановки шли в местных театрах.
В «Сибирских огнях» впервые был опубликован первый вариант повести о блокадном городе «Хлеб той зимы», которая была написана по записям в её детском дневнике. В 1971 году повесть напечатана Западно-Сибирским издательством, а в 2005 переиздана в Санкт-Петербурге. Книга была переведена на несколько языков и издавалась в Эстонии, Болгарии, Таджикистане, Германии и США.
В Новосибирске чета Фоняковых прожила почти семнадцать лет. В 1974 году вся семья вернулась в Ленинград. Элла Фонякова продолжала заниматься творчеством. Первый её поэтический сборник был опубликован в 2001 году. Затем в свет вышли ещё несколько книг со стихотворениями. Занималась переводами, перевела с польского на русский язык произведения Марии Павликовской-Ясножевской и Барбары Грушки-Зых. Также переводила стихи некоторых поэтесс Ирландии.
Вторая её повесть — «Сопредельность» — была опубликована в 2005 году. Это произведение было удостоено премии Н. Гоголя на Втором литературном фестивале в Санкт-Петербурге. Эта повесть о сопредельности не только границ, но и национальностей, которые тесно связанны и глубоко проникают друг в друга.
С 1989 года Элла Ефремовна как художник провела более сорока выставок в разных странах мира: в России, Швеции, Швейцарии, США, Болгарии, Японии. Заслуженный деятель искусств России, профессор художественно-промышленной академии И. Мямлин, так высказывался о художественном творчестве Фоняковой: «Работы Фоняковой изящны, свободны, они сделаны легко, но в них нет легковесности».
Проживала в Санкт-Петербурге. Умерла 21 апреля 2012 года. Похоронена на Комаровском кладбище (урновый участок).

## Семья
- Муж — Илья Олегович Фоняков (1935—2011) — советский и российский поэт, журналист, переводчик
  - Сын — Дмитрий Ильич Фоняков, историк, археолог, кандидат исторических наук.
    - Внуки — Екатерина Дмитриевна Фонякова, Михаил Дмитриевич Фоняков.

## Награды и премии
- 2005 — лауреат литературной премии имени Гоголя, за повесть «Сопредельность».